# Mols Herred

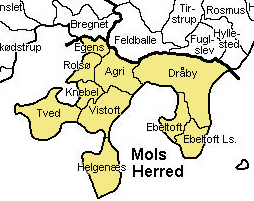
Mols Herred

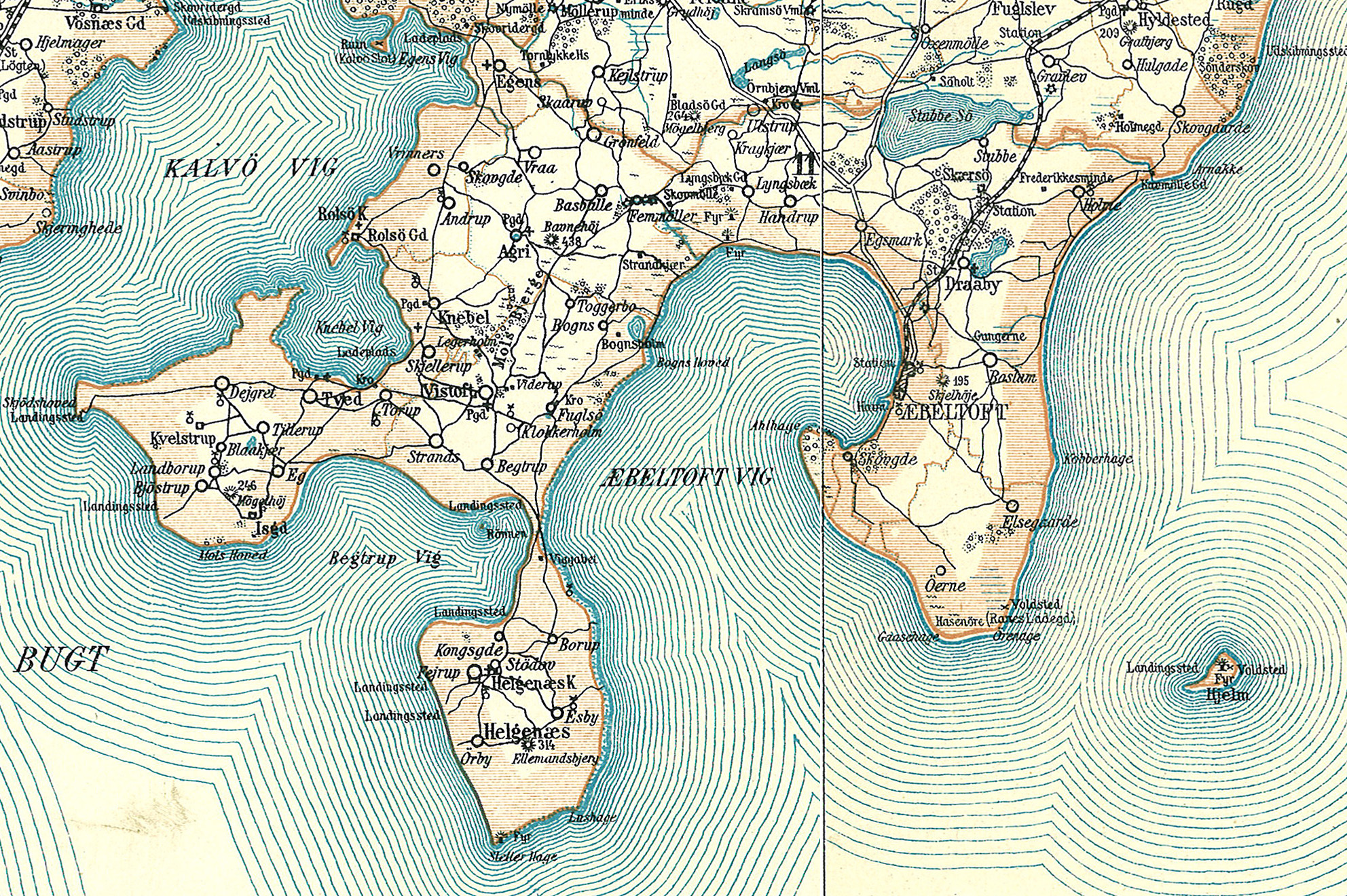
Mols Herred rond 1900

Mols Herred was een herred in het voormalige Randers Amt in Denemarken. In Kong Valdemars Jordebog wordt Mols vermeld als Mulnæs. Het gebied ging in 1970 over naar de nieuwe provincie Aarhus.

## Parochies
Naast de stad Ebeltoft omvatte Mols acht parochies.
- Agri
- Dråby
- Ebeltoft
- Egens
- Helgenæs
- Knebel
- Rolsø
- Tved
- Vistoft